# Fort Hill

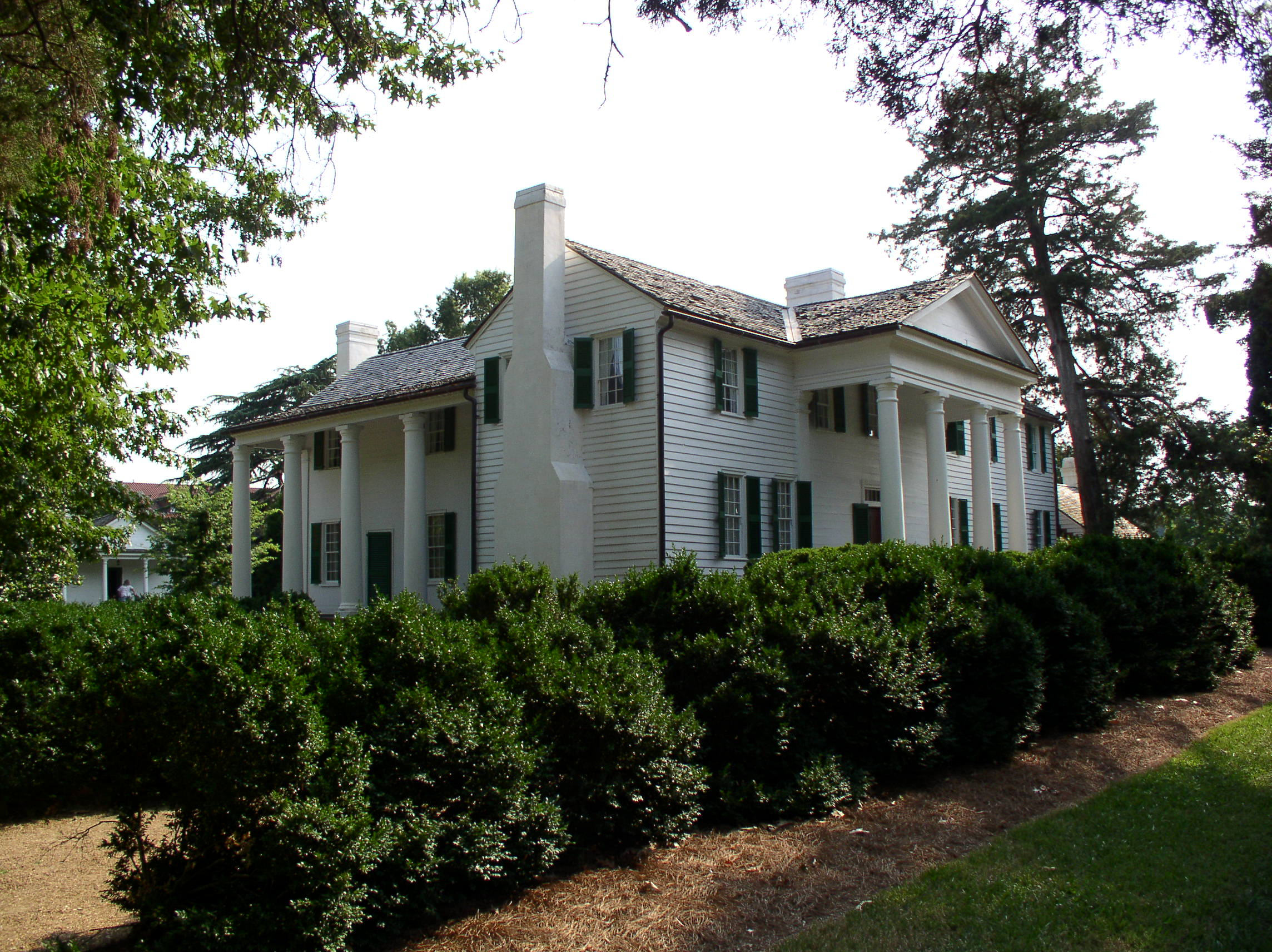
Fort Hill

Fort Hill, auch bekannt als John C. Calhouns Herrenhaus und Bibliothek, in Clemson in South Carolina war das Heim von John C. Calhoun. Es ist heute ein Teil der Clemson University und ein National Historic Landmark.

## Geschichte
Das Haus war 1803 von Dr. James McElhenny, einem Pastor der Hopwell Presbyterian Church als Haus mit vier Zimmern erbaut worden und wurde Clergy Hall genannt. 1825 kaufte John C. Calhoun das Haus. Calhoun vergrößerte es auf 14 Zimmer. Er nannte es Fort Hill, nach dem nahegelegenen Fort Rutledge, einer Befestigungsanlage aus dem späten 18. Jahrhundert. Der architektonische Stil ist der Greek Revival mit einfachen landestypischen Details.
Nach Calhouns Tod 1850 fiel das Anwesen an seine Frau und drei seiner Kinder: Cornelia, John und Anna Maria, der Frau von Thomas Green Clemson. Anna verkaufte ihren Anteil an Floride Calhoun. Diese verkaufte die Plantage an ihren ältesten Sohn Andrew Pickens Calhoun, hielt aber eine Hypothek. Nach Andrews Tod, 1865 beantragte sie die Zwangsvollstreckung gegen Andrews Erben. Nach einem langwierigen Rechtsstreit wurde die Plantage 1872 in Walhalla in South Carolina versteigert. Floride Calhouns Nachlassverwalter erhielt den Zuschlag. Der Gewinn wurde unter ihren Erben aufgeteilt. Ihre Tochter Anna Clemson erhielt das Herrenhaus mit insgesamt 814 Acres Land, der Rest fiel an ihre Urenkelin Floride Isabella Lee, die circa 288 Acres Land erhielt. Thomas Green und Anna Clemson zogen 1872 nach Fort Hill. Nach Annas Tod 1875 erbte Thomas Green Clemson das Anwesen. Bei seinem Tod 1888 hinterließ er mehr als 814 Acres Land. Er vermachte es dem Staat South Carolina unter der Bedingung, hier ein College für Landwirtschaft zu gründen und dass das Wohnhaus „niemals abgerissen oder umgebaut werden darf; aber es soll restauriert werden mit allen Möbeln und Kleidern... und es soll immer geöffnet sein, damit Besucher es sich anschauen können.“ Die Clemson University hat Fort Hill entsprechend dieser Bedingung als Museum eingerichtet. Die Sklavenquartiere sind nicht erhalten. Ein John C. Calhoun Kapitel der United Daughters of the Confederacy (UDC) richtete das Haus in den 1930er Jahren ein und präsentierte ein verklärtes Bild des „Alten Südens“, bis sie ihre Propaganda-Arbeit nach Studentenprotesten in den 1970er Jahren einstellen mussten.
John C. Calhouns Herrenhaus und Bibliothek wurden im Dezember 1960 eine National Historic Landmark. Seit Oktober 1966 ist es im National Register of Historic Places eingetragen. Außerdem ist Fort Hill Contributing Property des Clemson University Historic Districts II, der im Januar 1990 eingerichtet wurde.
Fort Hill war zwei Jahre lang für Restaurierungen geschlossen und wurde im Frühjahr 2003 wiedereröffnet. Fort Hill wurde vom Save America's Treasures program als nationaler Schatz bezeichnet, es wird durch staatliche finanzielle Unterstützung erhalten.